# Хергал
Хергал (на испански: Gérgal) е населено място и община в Испания. Намира се в провинция Алмерия, в състава на автономната област Андалусия. Общината влиза в състава на района (комарка) Лос Филабрес Табернас. Заема площ от 228 km². Населението му е 1099 души (по данни от 2010 г.). Разстоянието до административния център на провинцията е 40 km.

## Демография
| 1996 | 1998 | 1999 | 2000 | 2001 | 2002 | 2003 | 2004 | 2005 | 2006 |
| ---- | ---- | ---- | ---- | ---- | ---- | ---- | ---- | ---- | ---- |
| 1089 | 1063 | 1067 | 1059 | 1050 | 1029 | 1062 | 1068 | 1057 | 1042 |